# ۸۴۰ (خورشیدی)
۸۴۰ هشتصد و چهلمین سال هجری خورشیدی است.